# Marie Luise von Halem

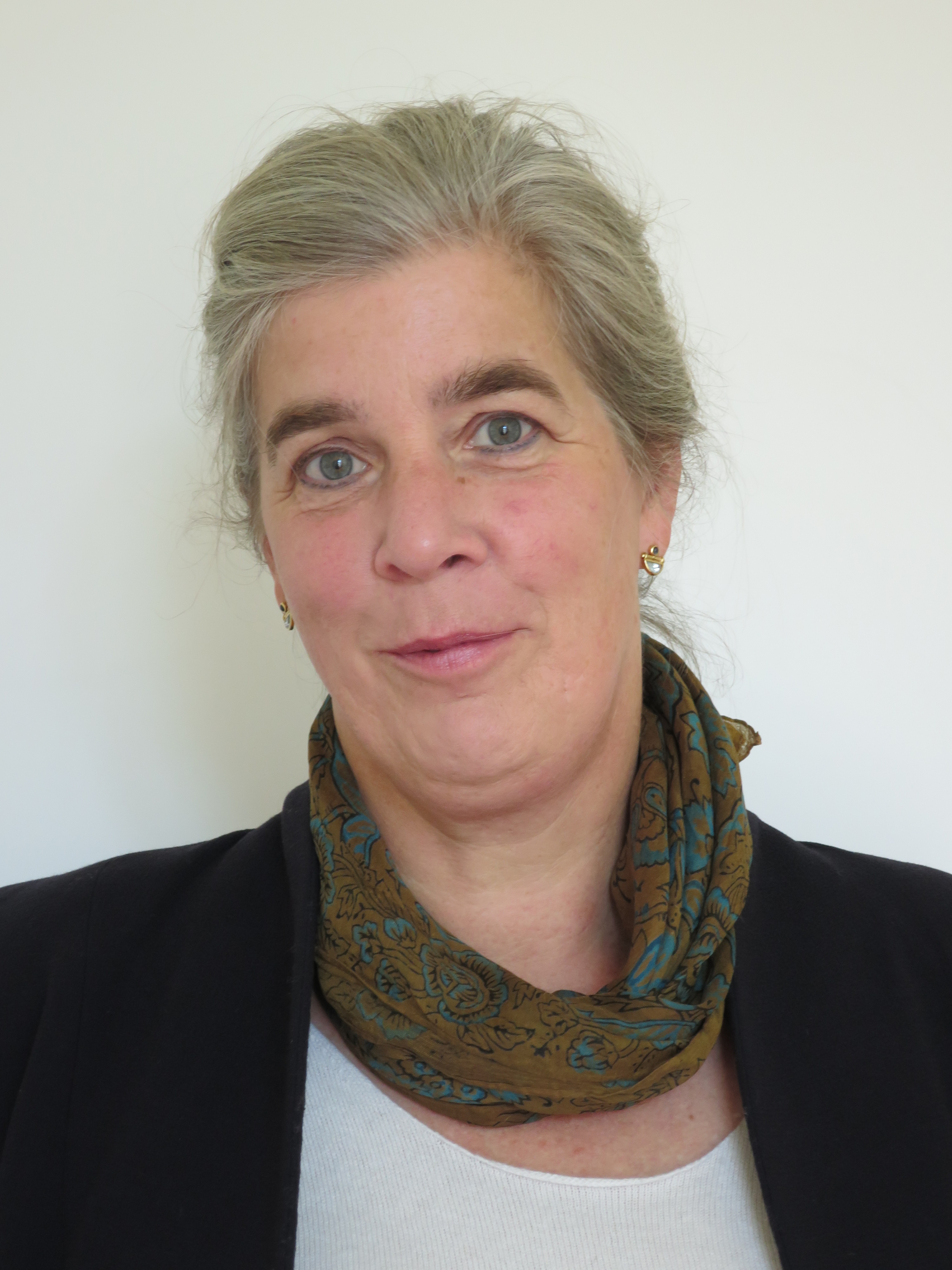
Marie Luise von Halem, 2017

Marie Luise von Halem (* 15. August 1962 in München) ist eine deutsche Politikerin (Bündnis 90/Die Grünen). Sie war von 2009 bis 2019 Abgeordnete im Landtag von Brandenburg.

## Leben, Ausbildung und Beruf
Marie Luise von Halem entstammt dem Adelsgeschlecht Halem und ist eine Enkelin des Widerstandskämpfers gegen den Nationalsozialismus Nikolaus Christoph von Halem.
Sie studierte Sprachwissenschaften in Reykjavik an der Universität Reykjavík und der Háskóli Íslands sowie an der Ludwig-Maximilians-Universität München und schloss ihr Studium mit einem Bacc. Philol. Islandicae (Reykjavík, 1986) und einem Magister in Germanistik und Skandinavistik (München, 1992) ab. Seit 1991 ist sie öffentlich bestellte und beeidigte Übersetzerin für die isländische Sprache.
Ab 1987 arbeitete sie als Referentin in einer internationalen Verlagsagentur (Ingrid T. Schick, I.T.S. International Agency & Book Production). Ab 1991 war sie als Übersetzerin und Dolmetscherin Isländisch–Deutsch tätig.
Im Jahr 2007 schloss sie eine zweijährige berufsbegleitende Ausbildung als systemisch-lösungsorientierte Supervisorin und Organisationsberaterin ab (NIK e. V. Bremen, Systemische Gesellschaft). Seit 2016 ist sie Accredited Mediator der London School of Mediation.

## Politische Tätigkeit

### Partei
Marie Luise von Halem ist seit 1995 Mitglied bei Bündnis 90/Die Grünen, wo sie zunächst im Vorstand des Kreisverbandes Bad Tölz-Wolfratshausen mitarbeitete.
Sie war nach ihrem Umzug nach Potsdam (1997) im Jahr 1998 Geschäftsführerin des Kreisverbandes Potsdam und von 1999 bis 2009 Geschäftsführerin des Landesverbandes Brandenburg.
In Potsdam gehörte sie von September 2008 bis Januar 2010 der Stadtverordnetenversammlung an und war dort stellvertretende Fraktionsvorsitzende der Grünen.
Sie kandidierte bei der Oberbürgermeisterwahl in Potsdam am 19. September 2010 und erreichte im ersten Wahlgang mit 6,4 Prozent den vierten Platz.

### Abgeordnete im Brandenburgischen Landtag

#### Legislaturperiode 2009 bis 2014
Bei der Landtagswahl in Brandenburg 2009 erreichte von Halem als Direktkandidatin im Wahlkreis 21 (Potsdam I) 14,1 Prozent, wurde aber als Spitzenkandidatin der Liste Bündnis 90/Die Grünen in den Landtag gewählt. In der 5. Legislaturperiode (2009 bis 2014) war sie stellvertretende Fraktionsvorsitzende und Parlamentarische Geschäftsführerin der Landtagsfraktion von Bündnis 90/Die Grünen. Sie war Mitglied in den Ausschüssen für Bildung, Jugend, Sport sowie Wissenschaft, Forschung und Kultur und fachpolitische Sprecherin der Fraktion für diese Themen. Ebenfalls gehörte sie dem Hauptausschuss sowie zeitweise dem Ausschuss für Europa- und Entwicklungsangelegenheiten an. Im Rahmen des Landtagsneubaus war sie Mitglied der Kunstkommission.

#### Legislaturperiode 2014 bis 2019
Bei der Landtagswahl 2014 zog von Halem auf dem 3. Listenplatz erneut als Abgeordnete in den Brandenburgischen Landtag ein. Sie kandidierte im Wahlkreis Potsdam I und erreichte mit 5557 Zweitstimmen ein Ergebnis von 19,2 Prozent; Erststimmen: 4.904 (15,7 Prozent).
Sie war seit 2014 fachpolitische Sprecherin für Bildung, Jugend und Sport, Wissenschaft, Forschung und Kultur und Medien sowie Mitglied in den entsprechenden Ausschüssen.
Seit 2014 war sie Vorsitzende des Ausschusses für Wissenschaft, Forschung und Kultur des Landtages Brandenburg.
Für die Landtagswahl in Brandenburg 2019 kandidierte sie nicht mehr.

## Mitgliedschaften
Von Halem gehört seit 2009 dem Kuratorium der Brandenburgischen Landeszentrale für politische Bildung an.
Daneben ist sie Mitglied folgender Vereine (Auswahl):
- Ars Sacrow e. V.
- Demokratie und Integration Brandenburg e. V.
- Freundeskreis des Theaters Poetenpack e. V.
- Heinrich-Böll-Stiftung e.V.
- Heinrich-Böll-Stiftung Brandenburg e. V.
- Mehr Demokratie e.V.